# Edward Darlington
Edward Darlington (* 17. September 1795 in West Chester, Pennsylvania; † 21. November 1884 in Media, Pennsylvania) war ein US-amerikanischer Politiker. Zwischen 1833 und 1839 vertrat er den Bundesstaat Pennsylvania im US-Repräsentantenhaus.

## Werdegang
Edward Darlington war ein Cousin der Kongressabgeordneten Isaac Darlington (1791–1839) und William Darlington (1782–1863). Noch in seiner Kindheit zog er mit seinen Eltern in das Delaware County, wo er die öffentlichen Schulen und die West Chester Academy besuchte. Zwischen 1817 und 1820 unterrichtete er selbst als Lehrer. Nach einem Jurastudium und seiner 1821 erfolgten Zulassung als Rechtsanwalt begann er in Chester in diesem Beruf zu arbeiten. Von 1824 bis 1830 war er stellvertretender Attorney General seines Staates. Politisch wurde er Mitglied der kurzlebigen Anti-Masonic Party.
Bei den Kongresswahlen des Jahres 1832 wurde Darlington Partei im vierten Wahlbezirk von Pennsylvania in das US-Repräsentantenhaus in Washington, D.C. gewählt, wo er am 4. März 1833 die Nachfolge von Joshua Evans antrat. Nach zwei Wiederwahlen konnte er bis zum 3. März 1839 drei Legislaturperioden im Kongress absolvieren. Zwischen 1835 und 1837 war er Vorsitzender des Ausschusses zur Kontrolle der Ausgaben für öffentliche Liegenschaften. Bereits seit dem Amtsantritt von Präsident Andrew Jackson im Jahr 1829 wurde innerhalb und außerhalb des Kongresses heftig über dessen Politik diskutiert. Dabei ging es um die umstrittene Durchsetzung des Indian Removal Act, den Konflikt mit dem Staat South Carolina, der in der Nullifikationskrise gipfelte, und die Bankenpolitik des Präsidenten.
1838 verzichtete Darlington auf eine weitere Kongresskandidatur. Nach dem Ende seiner Zeit im US-Repräsentantenhaus praktizierte er wieder als Anwalt. Zwischen 1846 und 1856 war er juristischer Vertreter der Bezirksräte (County Commissioners) in Pennsylvania. Von 1851 bis 1854 fungierte er als Bezirksstaatsanwalt im Delaware County. Edward Darlington starb am 21. November 1884 in Media.